# 日本通訊網路
日本通訊網路（日語：株式会社日本テレネット）是1983年開始營運的遊戲製作公司。主要業務為柏青哥機台的遊戲開發。1985年開始發行電腦遊戲，1987年開始進入電視遊戲業界，靠著《夢幻戰士》系列與《冒險少年》系列在遊戲業界取得優異的成績，是1980年代中期至1990年代中期的一流遊戲開發大廠。
1995年，日本通訊網路與旗下遊戲開發團隊「狼組」產生衝突，導致狼組重要開發成員撤離，因而招致了往後漫長的事業下坡路。日本通訊網路將以往狼組開發的遊戲改編為十八禁遊戲、成人遊戲。
2007年10月25日，日本通訊網路因美國子公司開設的電子遊樂場經營失敗，導致負債約10億日圓而破產倒閉。
日本通訊網路的版權自破產後曾被Starfish-SD、Sun電子和碰碰車三家公司接收，2020年1月14日起由日本網絡公司Edia持有。

## 公司概要
- 社長：福島和行
- 設立時間：1983年10月27日
- 資本金：1億8135日圓
- 地址：

## 遊戲作品
| 動作遊戲 - 夢幻戰士系列 - 美國女孩系列 - 亞克斯戰記系列 - 時空異變系列 - PC-Engine版戰斧 - 未來少年科南 - 怪物摔角 - 戰鬥超人009 - 超鬥龍列傳 | 角色扮演遊戲 - 冒險少年系列 - 天使之詩系列 - 女神轉生 - 神羅萬象 - 巴比倫之塔 - 沙克1、2合集 - 港灣物語 | 歷史與戰略模擬遊戲 - 天舞三國志系列 - 斬系列 - 轟系列 - 緋王傳系列 - 淑女戰隊 | 冒險遊戲 - A級騎士 - 魔法少女 - 時空女孩 |
| 運動遊戲 - 實戰高爾夫 - 超級高爾夫 | 賽車遊戲 - 美國大卡車                                                                                   | 大富翁類型遊戲 - 登龍之術92                                                   | 麻將遊戲 - 雀偵物語 - 麻雀飛龍傳         |

## 破產前概況
由於與狼組發生重大衝突，狼組重要開發成員大部分離職，導致日本通訊網路在遊戲開發事業上快速萎靡，日本通訊網路從此步入事業大幅衰退的階段。此後，日本通訊網路雖然在PlayStation與PlayStation 2兩遊戲主機發行過柏青哥跟高爾夫球兩種類型的遊戲，但還是未能在業務上有振衰起敝的現象，於是公司經營方向開始改往網路下載與手機遊戲開發等業務方向發展，可是依然未能止住公司不振的現實狀況。其後日本通訊網路開始涉足18禁遊戲販賣市場，同時日本通訊網路也將狼組作品改編為18禁遊戲，並作為目前經營的BB5色情遊戲通販網的商品之一。
此外，日本通訊網路還開放舊遊戲與舊遊戲配樂付費下載服務，同時也兼營高爾夫球場體質改善企劃與美少女攝影等相關業務，並在2003年與南夢宮合資成立南夢宮傳奇工作室，日本通訊網路在實質上是南夢宮旗下企業之一。